# Dioctria meridionalis
Dioctria meridionalis är en tvåvingeart som beskrevs av Mario Bezzi 1898. Dioctria meridionalis ingår i släktet Dioctria och familjen rovflugor. Inga underarter finns listade i Catalogue of Life.